# 德格碱茅
德格碱茅（学名：Puccinellia degeensis）为禾本科碱茅属下的一个种。